# Zufallszahl
Als Zufallszahl wird das Ergebnis einer speziellen Berechnung oder eines speziellen Zufallsexperimentes bezeichnet. Mit Methoden der Zufallszahlenerzeugung werden Zufallszahlen so erzeugt, dass sie als Realisierung einer Zufallsvariablen mit vorgegebener Wahrscheinlichkeitsverteilung gelten können. Bei Standardzufallszahlen ist diese Wahrscheinlichkeitsverteilung die Gleichverteilung auf dem Einheitsintervall. Aufeinanderfolgende Zufallszahlen sollen dabei als Realisierungen stochastisch unabhängiger und identisch verteilter Zufallsvariablen mit der vorgegebenen Wahrscheinlichkeitsverteilung gelten können.  
Von Programmen erzeugte Zufallszahlen werden auch als Pseudozufallszahlen bezeichnet. Gemessene Ergebnisse realer Experimente, wie die Anzahl der durch einen Geigerzähler erfassten radioaktiver Zerfälle in einer Zeiteinheit, werden manchmal auch als echte Zufallszahlen bezeichnet. 
Zufallszahlen werden bei verschiedenen Methoden der Statistik benötigt, z. B. bei der Auswahl einer Stichprobe aus einer Grundgesamtheit, bei der zufälligen Verteilung von Versuchstieren auf verschiedene Versuchsgruppen (Randomisierung), bei der Monte-Carlo-Simulation  u. a.
Zur Erzeugung von Zufallszahlen gibt es verschiedene Verfahren. Programme zur Berechnung oder Experimente zur Erzeugung von Zufallszahlen heißen Zufallszahlengeneratoren. Ein entscheidendes Kriterium für Zufallszahlen ist, ob das Ergebnis der Generierung als unabhängig von früheren Ergebnissen angesehen werden kann oder nicht.

## Echte Zufallszahlen
Echte Zufallszahlen werden näherungsweise mithilfe physikalischer Phänomene erzeugt: Münzwurf, Würfel, Roulette, Rauschen elektronischer Bauelemente, radioaktive Zerfallsprozesse oder quantenphysikalische Effekte. Diese Verfahren nennen sich physikalische Zufallszahlengeneratoren, sind jedoch zumeist zeitlich oder technisch recht aufwendig. Außerdem sind auch diese nicht in der Lage, perfekte Zufälligkeit zu generieren. So gibt es beispielsweise in der Realität keinen idealen Würfel. Selbst ein noch so sorgfältig und präzise gefertigter Spielwürfel wird tatsächlich leichte Unregelmäßigkeiten aufweisen. Ähnliches gilt auch für alle anderen „Geräte“, sei es ein Roulettekessel oder beispielsweise ein Rauschgenerator. Stets handelt es sich um reale technische Geräte mit zwangsläufig leichten Unvollkommenheiten. Ein mathematisch idealer Roulettekessel oder Rauschgenerator existiert in der Praxis nicht.   
Für manche Zwecke, z. B. bei der Erzeugung kryptographischer Schlüssel, beispielsweise für das Einmalschlüssel-Verfahren (englisch One Time Pad), werden möglichst echte Zufallszahlen benötigt. Für die praktische Anwendung ausreichende Qualität lässt sich hierzu jedoch auch mithilfe von hinreichend „guten“ Pseudozufallszahlengeneratoren erreichen.

## Pseudozufallszahlen
In der realen Anwendung genügt häufig eine Folge von Pseudozufallszahlen, das sind scheinbar zufällige Zahlen, die nach einem festen, reproduzierbaren Verfahren erzeugt werden. Sie sind also nicht zufällig, da sie sich vorhersagen lassen, haben aber ähnliche statistische Eigenschaften (gleichmäßige Häufigkeitsverteilung, geringe Korrelation) wie echte Zufallszahlenfolgen. Solche Verfahren nennt man Pseudozufallszahlengeneratoren.
Die meisten höheren Programmiersprachen stellen Funktionen zum Erzeugen von Pseudozufallszahlen bereit.

## Standardzufallszahlen
Standardzufallszahlen {\displaystyle u_{1},\dotsc ,u_{n}} sollen als Realisationen unabhängiger, auf {\displaystyle [0;1]} gleichverteilter Zufallsvariablen {\displaystyle U_{1},\dotsc ,U_{n}} gelten können.
Ein Verfahren zur Erzeugung solcher Sequenzen heißt Standardzufallszahlengenerator. Solche Generatoren sollten schnell und die erzeugten Folgen auf unproblematische Weise leicht reproduzierbar sein. Meistens handelt es sich bei Standardzufallszahlengeneratoren um Kongruenzgeneratoren.

## Zufallszahlen mit vorgegebener Verteilung
Die Inversionsmethode ermöglicht zumindest prinzipiell die Erzeugung von Zufallszahlen aus jeder univariaten Wahrscheinlichkeitsverteilung mit gegebener Verteilungsfunktion {\displaystyle F} durch eine geeignete Transformation von Standardzufallszahlen. Dazu werden Standardzufallszahlen {\displaystyle u_{1},\dotsc ,u_{n}} mit der verallgemeinerten inversen Verteilungsfunktion {\displaystyle F^{-1}} in die Zufallszahlen
{\displaystyle x_{i}=F^{-1}(u_{i})\quad {\text{für }}i=1,\ldots ,n}
transformiert. Die resultierenden Zufallszahlen {\displaystyle x_{1},\dotsc ,x_{n}} können dann als Realisationen unabhängig und identisch verteilter Zufallsvariablen {\displaystyle X_{1},\dotsc ,X_{n}} mit der Verteilungsfunktion {\displaystyle F} gelten.
Es wurden verschiedene Ansätze zur Vereinfachung oder Beschleunigung der Zufallszahlenerzeugung für spezielle Verteilungen oder Verteilungsfamilien entwickelt, z. B. die Verwerfungsmethode, die Kompositionsmethode und verschiedene direkte Verfahren.